# پوشاک ژاپنی

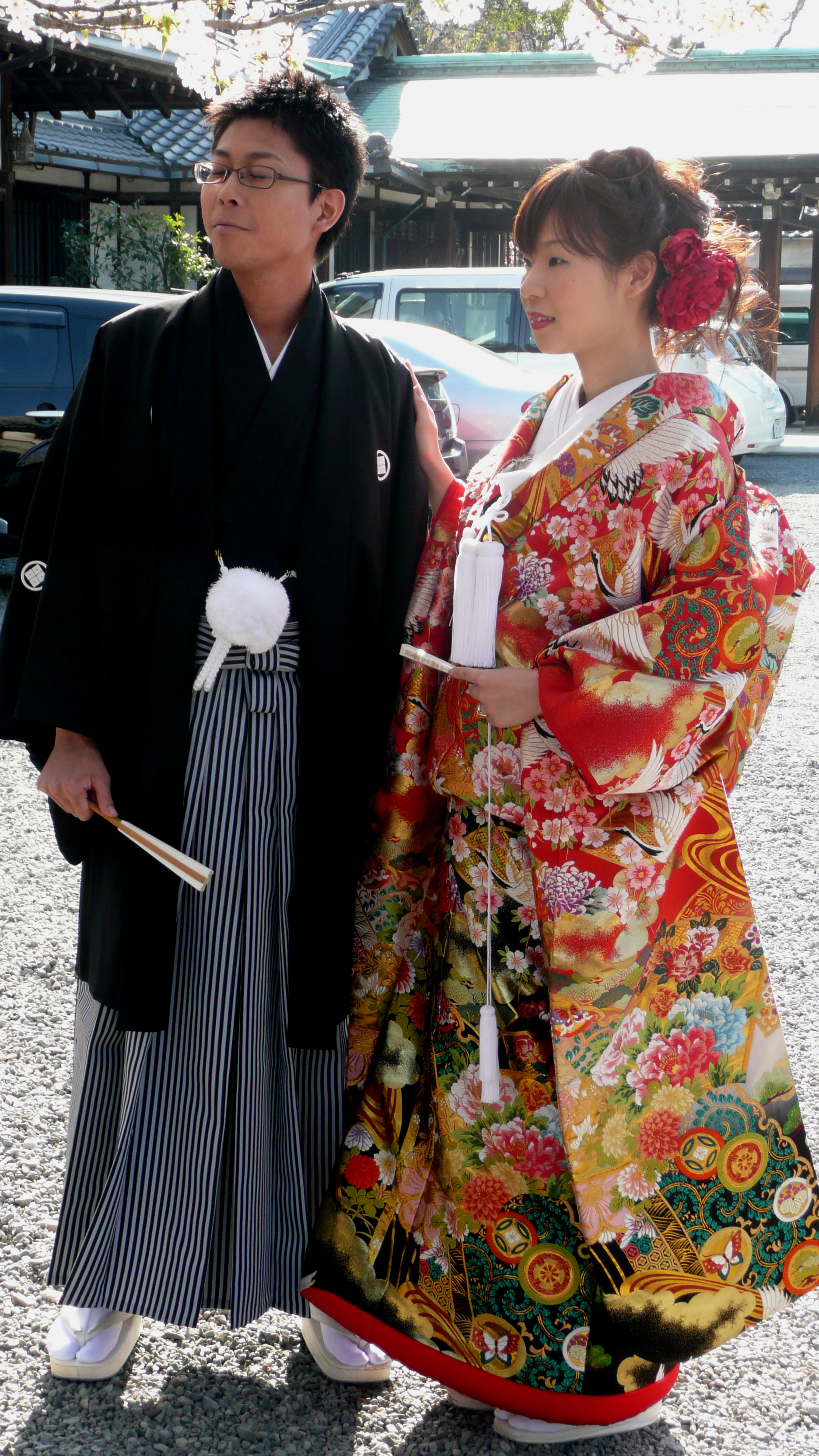
عکس زن و مردی با پوشش سنتی، گرفته‌شده در اوزاکای ژاپن

معمولاً دو نوع لباس در ژاپن پوشیده می‌شود: لباس‌های سنتی معروف به wafuku (和服)  ، از جمله لباس ملی ژاپن، کیمونو ، و yōfuku (洋服)  که شامل هر لباس دیگری می‌شود.
پوشاک سنّتی ژاپنی، نشان‌دهندهٔ تاریخ دیرینهٔ فرهنگ سنّتی این کشور است که شامل طیف‌های رنگی شکل‌یافته در دوره هی‌آن، سایه‌های برگرفته از لباس‌ها و سنت‌های فرهنگی سلسلهٔ تانگ چین، نقوش برگرفته از فرهنگ، طبیعت و ادبیات سنتی ژاپن، استفاده از انواع ابریشم برای برخی از لباس‌ها و سبک‌های پوشش قوام‌یافته تا پایان دورهٔ ادو می‌شود. شناخته‌شده‌ترین شکل پوشش سنتی ژاپنی، کیمونو است که به فارسی، «چیزی برای پوشیدن» یا «شانه‌پوش» ترجمه می‌شود. گونه‌های دیگر پوشاک سنّتی ژاپن شامل لباس‌های مردم آینو (معروف به attus )، لباس‌های قوم ریوکیوانی که به ryusou (琉装)  معروف است و پارچه‌های سنتی  بینگاتا و باشوفو تولید شده در جزایر ریوکیو است.
پوشاک مدرن ژاپنی عمدتاً yōfuku (لباس‌های غربی) را در بر می‌گیرد، اگرچه بسیاری از طرّاحان پوشاک مشهور ژاپنی، مانند ایسی میاکه، یوجی یاماموتو و ری کاواکوبو، گاهیّ لباس هایی را با الهام از پوشاک سنّتی ژاپن طراحی کرده‌اند.
علی‌رغم اینکه نسل‌های پیشین ژاپنی‌ها تقریباً  همگی‌شان لباس‌های سنتی می‌پوشیدند، پس از پایان جنگ جهانی دوم ، پوشاک و مدهای غربی به دلیل دردسترس‌بودنشان و به مرور زمان، قیمت ارزان‌ترشان به طور فزاینده‌ای محبوب شدند. اکنون، احتمال دیدن شخصی که پوشاک سنتی ژاپنی را به عنوان لباس‌های روزمره بپوشد، بسیار کم است و با گذشت زمان، تصویر پوشیدن لباس‌های سنتی در ژاپن با سختی پوشیدن و گران‌بها بودنش دیده می‌شود. چنین است که لباس‌های سنتی در حال حاضر عمدتاً در آیین‌ها و رویدادهای خاص پوشیده می‌شوند که رایج‌ترین زمان آن در جشنواره‌های تابستانی با لباس یاکوتا است. همچنین گروه‌های دیگری که بیشتر لباس‌های سنتی می‌پوشند، کشتی‌گیران سومو و گیشاها هستند که همگی ملزم به پوشیدن لباس‌های سنتی در حرفهٔ خود هستند.